# Matthias Rath
Matthias Rath (* 1955 in Stuttgart) ist ein deutscher Arzt, Alternativmediziner, AIDS-Leugner und Verschwörungsideologe. Er gilt als Begründer der wirkungslosen „Zellularmedizin“, die er als Alternative zur Bekämpfung von Herz-Kreislauf-Erkrankungen, Krebs und Immunschwäche bewarb. Aufgrund seiner unseriösen Aktivitäten wird er immer wieder verklagt und verurteilt.

## Forschungstätigkeiten
Nach Abschluss seines Medizinstudiums in Münster und Hamburg arbeitete Rath am Universitätsklinikum Hamburg-Eppendorf, wo er 1989 promovierte, sowie am Deutschen Herzzentrum in Berlin. 1990 übernahm er eine Stellung als erster Direktor für Herz-Kreislauf-Forschung am Linus Pauling Institute of Science and Medicine in Kalifornien. Der Nobelpreisträger für Chemie Linus Pauling hatte die kontroverse Theorie aufgestellt, dass hochdosiertes Vitamin C und andere Nährstoffe nicht nur vor Erkältungen schützten, sondern auch gegen Krebs vorbeugen könnten. Pauling verbrachte seine letzten Jahre mit dem Versuch, seine orthomolekulare Medizin genannte und in Fachkreisen wenig anerkannte Theorie wissenschaftlich zu untermauern.
Aus explorativen Untersuchungen zum Zusammenhang eines Mangels bestimmter Mikronährstoffe und dem Auftreten von Arteriosklerose leitete Matthias Rath die bisher nicht schlüssig belegte Hypothese ab, dass Vitamin C ein Einflussfaktor bei der Entstehung von Herz-Kreislauf-Erkrankungen sein könnte. Demnach setze erst eine dauerhafte Unterversorgung an Vitamin C jenen Reparaturmechanismus mit Lipoprotein (a) in Gang, der in geschwächten Gefäßwänden deren zunehmende Verengung bedinge und so letztlich Thrombosen verursache.
Rath begann bereits 1992 in den USA, während seiner Arbeit an Paulings Institut, hochdosierte Vitaminpräparate zu entwickeln. Deren Vermarktung erfolgte zunächst unter Paulings Namen. Nach Paulings Tod 1994 überwarf sich Rath jedoch mit dessen Erben. Diese forderten eine hohe fünfstellige Entschädigungssumme und ließen Rath gerichtlich die kommerzielle Nutzung von Paulings Namen untersagen.
1994 gründete er ein eigenes Forschungs- und Entwicklungsinstitut im kalifornischen Santa Clara. Hauptuntersuchungsgegenstand war die Rolle von Mikronährstoffen bei der Vorbeugung und Behandlung einer Vielzahl chronischer Krankheiten. Insbesondere galt der Ansatz der Erforschung von Nährstoffsynergien.
Etwa zur gleichen Zeit verlegte Rath seine Aktivitäten nach Europa. Auf Grundlage von Paulings Theorien entwickelte Rath hier seine Zellularmedizin, die mittels hochdosierter Vitaminpräparate selbst die Heilung von Krebsleiden und AIDS verspricht.
Das von Rath propagierte Heilverfahren hat sich in vielen wissenschaftlichen Studien mittlerweile als wirkungslos erwiesen – so konnten weder im Tierversuch noch in klinischen Tests Belege für Raths Behauptungen gefunden werden. Dies hält Rath nicht davon ab, fest an die Wirkung seiner Produkte zu glauben. So habe er mit seinem „medizinischen Durchbruch“ bereits „Tausenden Patienten das Leben gerettet“. Auch das Sozialgericht Berlin bezeichnete seine Vitamintabletten gegen Krebs als wirkungslos.

## Zellularmedizin
Die Zellularmedizin oder Zellvitalstoff-Therapie ist eine alternativmedizinische Methode zur Prävention und Therapie schwerer Erkrankungen, die Teilaspekte der Orthomolekularen Medizin aufgreift. Wesentliches Element sowohl der Zellularmedizin als auch der Orthomolekularen Medizin ist die hoch dosierte Gabe („Optimaldosierung“) von Vitaminen, Mineralstoffen und Spurenelementen. Dadurch soll Krankheiten vorgebeugt und schon vorhandene Beschwerden gelindert oder geheilt werden.
Wirksamkeitsnachweise für diese Methode fehlen, kritisiert wird zudem eine starke Prägung durch wirtschaftliche Interessen ihres Begründers Rath sowie das Nutzen von Verschwörungstheorien zu ihrer Verteidigung. Die Krebsgesellschaften mehrerer Bundesländer raten von einer unkontrollierten Einnahme der werbewirksam angebotenen Mikronährstoffen ab, da sie nach den deutschen Zulassungskriterien nicht auf Unbedenklichkeit und Wirksamkeit geprüft wurden.
Die von Rath selbst im Internet veröffentlichten „klinischen Studien“ untersuchen den Einfluss von Vitaminpräparaten am Menschen bei verschiedenen Krankheitsbildern. Die Patientenzahl ist in jedem Fall zu gering, um verallgemeinerungsfähige Aussagen abzuleiten. Die Studien verletzen existierende Standards für klinische Studien. Daher sind Zellularmedizinstudien an Menschen nicht in Journalen veröffentlicht, die an einem wissenschaftlichen Verfahren zur Begutachtung der Qualität teilnehmen (Peer-Review).
Die Verfechter der Zellularmedizin haben bisher keine Studien zu Pharmakokinetik und Pharmakodynamik von Zellularmedizinprodukten vorgelegt. In Europa werden ein gutes Dutzend Produkte durch die Firma „Dr. Rath Health Programs B.V.“ vertrieben. Die Präparate enthalten Mineralstoffe, Spurenelemente, Aminosäuren und vor allem Vitamine. Stellt man die übliche Tagesdosis der Präparate den Referenzwerttabellen der deutschsprachigen Gesellschaften für Ernährungsforschung gegenüber, erkennt man eine zum Teil erhebliche Überdosierung (empfohlene Tagesdosen entsprechen dem errechneten Mittelwert für Erwachsene).

## Tätigkeit in Südafrika
In Südafrika mussten sich Rath und dessen Stiftung vor Gericht verantworten, nachdem er den AIDS-Kranken des Landes falsche Hoffnungen machte und ihnen von einer antiretroviralen Therapie abriet. Auch in Südafrika gab es bereits Todesopfer, nachdem im Vertrauen auf die Wirksamkeit der Zellularmedizin auf die anerkannt wirksamen Therapien verzichtet wurde. So sagte Rath in einem Interview: „ARV-Medikamente sind hochgiftige Chemo-Keulen, die die Körperzellen schädigen, vor allem die Zellen des Immunsystems. Deshalb verschlimmert die Einnahme von ARV-Präparaten die bestehende Immunschwäche von AIDS-Patienten noch weiter.“
Anthony Brink, ein südafrikanischer Jurist und ehemaliger Mitarbeiter Raths, nimmt für sich in Anspruch, Thabo Mbeki mit vielen Argumenten von sogenannten AIDS-Leugnern vertraut gemacht zu haben. Rath führte in Südafrika Anzeigenkampagnen durch, von denen er wiederholt behauptete, sie würden durch die Weltgesundheitsorganisation, UNICEF und UNAIDS als Sponsoren unterstützt oder anderweitig mitgetragen. Die Organisationen haben die Behauptungen in Presseerklärungen immer wieder ausdrücklich zurückgewiesen.
Seinen Gegenspielern, zum Beispiel der afrikanischen Treatment Action Campaign (TAC), die sich neben der AIDS-Aufklärung und neben der Empfehlung von Safer Sex maßgeblich für medikamentöse AIDS-Therapien einsetzen, warf Rath vor, Schattenorganisationen der Pharmalobby zu sein, und dies ungeachtet der Tatsache, dass die TAC selbst der pharmazeutischen Industrie eine herbe Niederlage beschert hatte, nachdem sie gerichtlich die kostengünstige Abgabe von ARV-Medikamenten durchgesetzt hatte.
Im Juni 2008 wurde die Werbung für Vitaminpräparate als Anti-AIDS-Medizin gerichtlich verboten.
Der Arzt und Guardian-Journalist Ben Goldacre hat Raths Arbeit in Südafrika in einem Kapitel seines Buches Bad Science scharf kritisiert. Rath ging gegen die Buchveröffentlichung gerichtlich vor, wodurch die ursprüngliche Ausgabe des Buches ohne das Kapitel, das seine Arbeit kritisierte, erschien. Rath verlor den darauffolgenden Prozess, das fehlende Buchkapitel wurde anschließend unter einer Creative-Commons-Lizenz (Namensnennung, nicht kommerziell, keine Bearbeitung) im Internet veröffentlicht und bei der Neuauflage des Buches berücksichtigt.

## Öffentlichkeitsarbeit
Rath wirft der gesamten Pharmabranche vor, die Patienten mit unwirksamen Medikamenten auszubeuten. Ungeachtet dessen treibt Rath selbst Handel mit seinen Vitaminen und Mikronährstoffen und investiert große Summen in sein Vertriebsnetzwerk und die Vergrößerung seines Kundenstamms.
Die von Rath vertriebenen Vitaminpräparate entsprechen aber nicht den in Deutschland gültigen gesetzlichen Bestimmungen für Nahrungsergänzungsmittel – aufgrund der teilweise hoch dosierten Wirkstoffe fallen die Präparate hier unter das Arzneimittelrecht. Um die Arzneimittelzulassung in Deutschland zu bekommen, hätte Rath jedoch Studien vorlegen müssen, welche die Wirksamkeit und Ungefährlichkeit seiner Produkte beweisen. Weil er das unterließ, untersagte ihm das Landgericht Berlin den Vertrieb seiner Produkte in Deutschland.
Dieses Verbot umgeht Rath unter Ausnutzung einer Gesetzeslücke, indem er seine Vitaminpräparate und hochpreisigen Nahrungsergänzungsmittel von seinem Firmensitz in Heerlen/Niederlande per Postversand verkauft. Zudem etablierte Rath die Gesundheits-Allianz, ein geschlossenes Netzwerk von Anwendern und so genannten „Gesundheits-Beratern“, welche die Inhalte der Zellularmedizin vermitteln, über eigene Erfahrungen berichten und so auch zur Verbreitung von Raths Produkten beitragen. Unter dem Slogan „Gesundheit für alle bis zum Jahr 2020“ wird ein grundsätzlicher Umbau des Gesundheitswesens angestrebt. Volkskrankheiten sollen mit dem Einsatz wissenschaftlich begründeter Naturheilverfahren „ausgemerzt“ werden. Die kostenpflichtige Schulung dieser Gesundheits-Berater übernimmt ein von Rath gegründetes Institut, die Dr. Rath Gesundheitsakademie in Wittenberg.
Rath gründete zur Verbreitung seiner Theorien unter anderem eine Werbeagentur (MR Publishing B.V.), welche Werbeveranstaltungen für Rath organisiert und Broschüren zur Zellularmedizin herausgibt. Die Werbeaktionen für die von Rath vertriebenen Produkte, verbunden mit einer an Heiligenverehrung erinnernden Inszenierung von Raths eigener Person, sorgten bundesweit für Aufsehen. Seine Zuhörer bezahlten Eintritt und spendeten teilweise hohe Geldsummen für die unter dem Namen Dr. Rath Health Foundation agierende Organisation.
Rath warf dem Bayer-Konzernchef Manfred Schneider „Völkermord“ vor, da Bayers bekanntestes Medikament Aspirin Magenblutungen verursache; Rath reichte bei der Staatsanwaltschaft Köln Strafanzeige gegen Schneider wegen angeblicher „Körperverletzung und Tötungsdelikten“ ein.
Kritische Journalisten, Wissenschaftler und Politiker stellte Rath im Jahr 2000 auf seiner Homepage an den virtuellen Pranger – unter der Überschrift „Most Wanted“ beschuldigte er knapp ein Dutzend Personen der Bestechlichkeit, Körperverletzung und des Völkermords. Wer gegen Rath spreche, sei auf der Gehaltsliste der Pharmalobby, einer Branche, die den Durchbruch der Zellularmedizin bewusst unterdrücke. Millionenfach ließ Rath Postwurfsendungen in ganz Deutschland verteilen, in welchen er sich in herabsetzender und schmähender Weise über den Kinderonkologen Heribert Jürgens äußerte. Nach einer Strafanzeige wurde im Januar 2006 durch das Landgericht Hamm die Verbreitung der Broschüre verboten und eine Geldstrafe von 12.000 Euro gegen Rath wegen Beleidigung festgesetzt.

## Politische Betätigung
Aus der Dr. Rath Health Foundation ging im Juni 2005 die Partei Allianz für Gesundheit, Frieden und soziale Gerechtigkeit (AGFG) hervor, deren stellvertretender Vorsitzender Rath anfangs war. Kernstück des Parteiprogramms war die Gesundheitsphilosophie der Zellularmedizin, verbunden mit den weit reichenden Verschwörungstheorien Raths. So sieht Rath zum Beispiel in der Nicht-Zulassung seiner Präparate den Beweis einer so genannten „Pharma-Diktatur“, welche weltweit Politiker und Wissenschaftler kontrolliere und im Hintergrund die Fäden ziehe. Auf seiner Website und in Broschüren behauptet Rath, das Pharmakartell habe „den Gesundheits- und Lebensinteressen der gesamten Menschheit den Krieg“ erklärt. Rath unterstellt weiterhin, dass „Vitamine und andere Naturheilverfahren aus Profitgier bekämpft und verleumdet“ werden, um mit „unwirksamen Medikamenten“, welche in erster Linie Symptome bekämpfen, auf Kosten der Verbraucher weiter Geld zu verdienen. Als angebliche Beweise führt er Auszüge aus Fachartikeln, Broschüren und Pressemeldungen an.
Seine aggressive Taktik wurde Rath 1998 durch einen Gerichtsbeschluss verboten. In der Begründung des Landgerichts Berlin hieß es: „Bei der Broschüre handelt es sich um ein Konglomerat von Tatsachenverdrehungen, Anschwärzungen und schlichten Unwahrheiten. Sie ist in toto auf Manipulation und Täuschung angelegt.“ In der seit 2006 laufenden Aktion der Partei AGFG warnt Rath sogar vor dem unmittelbar bevorstehenden Atomkrieg, der zum Ziel habe, eine „Pharma-Diktatur“ zu etablieren.
Eine im Juli 2007 gestartete Kampagne Raths veröffentlicht Prozessakten aus dem I.G.-Farben-Prozess des Nürnberger Militärgerichtshofs, um eine ungebrochene Kontinuität von den Verbrechen des Nationalsozialismus bis hin zur derzeitigen „Unterdrückung der Wahrheit im Dienste des Pharma-Kartells“ nahezulegen.

## Rezeption
Prominente Ärzte wie Frank Ulrich Montgomery (damals Vorsitzender des Marburger Bunds) und Michael Bamberg (ehemaliger Vorstand der Deutschen Krebsgesellschaft) forderten ein juristisches Vorgehen gegen Raths Methoden. Weitere renommierte Fachleute sowie Vertreter von Patientenvereinigungen werfen Rath ein „Geschäft mit der Hoffnung todkranker Leute“ vor. Insbesondere wird Rath vorgeworfen, dass zugunsten der von Rath empfohlenen Maßnahmen und Präparate wissenschaftlich anerkannte Behandlungsmethoden nicht in Anspruch genommen werden und so Patienten zu Schaden kommen.
Michael Utsch schrieb Ende 2000: „Problematisch an Raths Aussagen ist vor allem, dass er nicht nur Empfehlungen ohne ausreichende wissenschaftliche Belege abgibt, sondern unrealistische Versprechungen macht („Nie wieder Herzinfarkt!“). Damit ähnelt die Angebotsstruktur denen der Psychoszene. Dies kommt bei der Bevölkerung schon deshalb gut an, weil es einfacher ist, eine Pille zu schlucken oder ein Seminar zu besuchen als Risikofaktoren aus dem eigenen Lebensstil [...] zu reduzieren.“
Im Februar 2006 erwirkte der Verein für Konsumenteninformation in Österreich eine Verurteilung der Dr. Rath Health Programs BV mit Sitz in den Niederlanden zur Unterlassung der irreführenden Werbung mit der angeblich Krebs (und andere Krankheiten) heilenden Wirkung ihrer Vitaminpräparate.
Im Juli 2006 fand in Deutschland ein Strafprozess in Hamburg wegen Verstoßes gegen das Arzneimittelgesetz statt. Rath wurde unter anderem vorgeworfen, er würde seinen Präparaten therapeutische Wirkungen zuschreiben, welche diese in Wirklichkeit nicht besitzen. Rath stellte in der Hauptverhandlung fest, er habe nie eine Krebsheilung versprochen. Das Verfahren wurde nach §153a StPO gegen Zahlung von 33.000 Euro als Wiedergutmachung eingestellt.
2015 erhielt er den Negativpreis Goldenes Brett vorm Kopf für den „größten antiwissenschaftlichen Unfug des Jahres“ in der Kategorie „Lebenswerk“.

### Der Fall Dominik
Besondere mediale Aufmerksamkeit erlangte der Fall des Jungen Dominik, der an Knochenkrebs erkrankt war. Seine Eltern hatten sich im Frühjahr 2004 nach anfänglicher konventioneller medizinischer Behandlung für die von Rath angepriesene zellulärmedizinische Behandlung entschieden. In einer groß angelegten Werbekampagne wurde bald darauf behauptet, die Rath’schen Vitaminpräparate hätten Dominik vom Krebs geheilt. Neben vielfachen Auftritten der Kindeseltern nahm unter großem Medienecho auch der kranke Junge selbst an zahlreichen Werbeveranstaltungen teil. Der Krebs wuchs dennoch ungehindert weiter, so dass es ab September 2004 aufgrund von Hirn- und Lungenmetastasen zunehmend zu Beschwerden kam. Dominik erlag schließlich im November 2004 im Alter von neun Jahren einem Herz-Kreislauf-Versagen infolge seiner Krebserkrankung, was durch eine Obduktion zweifelsfrei festgestellt wurde. 2004 behauptete Rath noch, der Junge sei an inneren Blutungen gestorben. Auf seiner Internetseite betonte er 2006 die nach einem Gutachten „mittelbare Kausalität zwischen Tumorleiden und Tod“.

## Audio
- Die AIDS-Leugner – Der fatale Irrweg der Christine Maggiore, Podcast, in 5 Teilen, Deutschlandfunk Januar / Februar 2024